# Jean-Baptiste Alexandre Montaudon
Pour les autres membres de la famille, voir Nicolas Montaudon.
Jean-Baptiste Alexandre Montaudon, né le 14 février 1818 à La Souterraine (Creuse) et mort le 19 janvier 1899 à Amiens (Somme), est un militaire et homme politique du XIXe siècle.

## Biographie
Parent de Nicolas Montaudon, député du tiers à la Constituante, Montaudon entra à l'École de Saint-Cyr (1836-1838, promotion de l'Obélisque) et suivit la carrière militaire.
Sous-lieutenant des grenadiers du 11e régiment de ligne, en Algérie avec lequel il participe, en 1837, à la seconde expédition de Constantine, il devient chef de bataillon aux Zouaves puis colonel du 42e régiment de ligne en Crimée, du 4e voltigeurs de la garde en Italie en 1859, commandant la 1re division du 3e corps de l'armée du Rhin, à Metz, commandant de la place de Paris, il fut placé successivement à la tête du 1er corps d'armée de l'armée de Versailles, et à la tête du 2e corps d'armée à Amiens en 1873.
Il semble prendre part au complot militaire présumé de 1877, qui prévoit la prise du pouvoir par les militaires pour réinstaurer la monarchie. Après une enquête parlementaire sur le sujet, et les élections sénatoriales de 1879, le général Gresley, officier libéral placé au ministère de la Guerre par le Centre gauche, propose au président et maréchal Mac-Mahon un décret relevant de leur fonction les généraux commandants de corps d'armée Bataille, Bourbaki, Barail, Lartigue et Ducros, ainsi que le déplacement d'autres commandants de corps d'armée (Aumale, Deligny, Douay et Montaudon), ce que le maréchal refuse. Le décret est signé le 11 février par Jules Grévy.
Admis dans le cadre de réserve, le général Montaudon, dont les opinions politiques étaient donc celles d'un conservateur-monarchiste, se présenta comme candidat, le 6 janvier 1889, pour succéder dans la Somme au général Boulanger, qui avait opté pour le Nord : les boulangistes se rallièrent à sa candidature, sans toutefois l'appuyer ouvertement, et M. Montaudon fut élu député par 60 717 voix (119 345 votants, 158 620 inscrits), contre 53 169 à M. Cauvin, républicain.
Il prit place à droite, et vota contre le rétablissement du scrutin d'arrondissement (11 février 1889), pour l'ajournement indéfini de la révision de la Constitution, contre les poursuites contre trois députés membres de la Ligue des patriotes, contre le projet de loi Lisbonne restrictif de la liberté de la presse, contre les poursuites contre le général Boulanger.
Son bref passage à la Chambre, et son aversion pour le scrutin d'arrondissement contre le rétablissement duquel il avait voté le dissuadèrent de se représenter.
Le général Montaudon abandonna dès lors la carrière politique et mourut le 19 janvier 1899 à Amiens à l'âge de 81 ans.
Il avait épousé Gabrielle Dejean (1837-1906), fille du général vicomte Pierre Charles Dejean.
Il avait été aussi conseiller général de la Creuse.

## Œuvres
- Alexandre Montaudon, Souvenirs militaires, tome 1 (Afrique, Crimée, Italie), Paris, C. Delagrave, 1898, 498 p. (lire en ligne)
- Alexandre Montaudon, Souvenirs militaires, tome 2 (1860-1871), Paris, C. Delagrave, 1898, 456 p. (lire en ligne)

## Distinctions
- Grand officier de la Légion d'honneur (9 avril 1871) (« Cote LH/1916/9 ») ;
- Officier de l'instruction publique ;
- Médaille commémorative de Crimée ;
- Médaille commémorative de la campagne d'Italie (1859) ;
- Chevalier compagnon de l'Ordre du Bain ;
- Grand'croix de l'Ordre de Saint-Stanislas de Russie ;
- Grand'croix de l'Ordre impérial de François-Joseph ;
- Chevalier de l'Ordre des Saints-Maurice-et-Lazare d'Italie ;
- Médaille de la valeur militaire (Italie) ;
- Commandeur de l'Ordre du mérite Nichan Iftikhar de Tunisie (distinction la plus ancienne des Beys de Tunis).